# Młynkowo (Szamotuły)
Pour les articles homonymes, voir Młynkowo.
Młynkowo (prononciation : [mwɨnˈkɔvɔ]) est un village polonais de la gmina de Duszniki dans le powiat de Szamotuły de la voïvodie de Grande-Pologne dans le centre-ouest de la Pologne.
Il se situe à environ 4 kilomètres au nord-est de Duszniki (siège de la gmina), 18 kilomètres au sud-ouest de Szamotuły (siège du powiat), et à 33 kilomètres à l'ouest de Poznań (capitale de la Grande-Pologne).

## Histoire
De 1975 à 1998, le village faisait partie du territoire de la voïvodie de Poznań.

Depuis 1999, Młynkowo est situé dans la voïvodie de Grande-Pologne.
Le village possède une population de 174 habitants en 2011.